# Notomanes basalis
Notomanes basalis là một loài ruồi trong họ Tachinidae.